# Uranophora hoppi
Uranophora hoppi är en fjärilsart som beskrevs av Max Wilhelm Karl Draudt 1931. Uranophora hoppi ingår i släktet Uranophora och familjen björnspinnare. Inga underarter finns listade i Catalogue of Life.